# قانون (فیزیک)

ویدیو یکی از قوانین فیزیک

قانون فیزیکی بنا‌بر تعریف فرهنگ واژگان آکسفورد یک اصل نظری است که از پاره‌ای از حقایق نتیجه‌گیری و برای گروه یا رده خاصی از پدیده‌ها تعریف می‌شود و می‌توان آن را به صورت عبارتی شامل رخ‌دادن پدیده‌ای خاص در صورت برآورده شدن شرایطی خاص، بیان نمود.
قوانین فیزیکی به‌طور عمومی نتیجه‌گیریهایی بر پایه آزمایشها و مشاهداتی هستند که  در طول سالها تکرار می‌شوند و مورد پذیرش جامعه علمی قرارمی‌گیرند.